# Shigeyoshi Inoue
Shigeyoshi Inoue (井上 成美?, Inoue Shigeyoshi; Sendai, 9 dicembre 1889 – Yokosuka, 15 dicembre 1975) è stato un ammiraglio giapponese, attivo durante la seconda guerra mondiale.
Entrò nella Marina imperiale nel 1909 e, dopo la crociera d'addestramento in mare, intraprese il Corso B e il Corso specializzandi presso il Collegio navale di Tokyo. Alla fine degli anni dieci fu inviato in Svizzera in qualità di studente all'estero e poi, nel 1921, in Francia, maturando conoscenza dei costumi europei. Tornato in Giappone servì brevemente sull'incrociatore leggero Kuma prima di impegnarsi per due anni (1922-1924) nel Corso A del Collegio navale, che superò brillantemente e dopo il quale fu promosso capitano di fregata. Dopo un periodo di lavoro nello stato maggiore generale della Marina, fu inviato in Italia come addetto militare all'ambasciata nipponica: vi rimase fino all'estate 1929 e, rimpatriato, fu promosso capitano di vascello e assegnato nel 1930 al Collegio navale come istruttore. Ufficiale acuto e coscienzioso, fu destinato a incarichi direttivi-organizzativi nell'Ufficio affari navali e solo nel 1933 ebbe il comando di un'unità da guerra, l'incrociatore da battaglia Hiei (peraltro fermo in arsenale). Nella seconda metà degli anni trenta, promosso contrammiraglio, fu in successione capo di stato maggiore del 1º Distretto navale a Yokosuka e capo dell'Ufficio affari navali; alla fine del 1939 divenne viceammiraglio e capo di stato maggiore della Flotta dell'Area cinese. Nell'ottobre 1940 assunse la guida del Comando aereo navale, che si occupava dello sviluppo e mantenimento delle forze aeree della Marina: convinto sostenitore della superiorità dell'aeronautica militare e radicale pensatore strategico, si trovò in disaccordo con numerosi colleghi e risultò sempre più scomodo allo stato maggiore e al Ministero, che nell'agosto 1941 lo misero a capo della 4ª Flotta. Questa posizione lo allontanò dalla capitale ma fece sì che partecipasse alla stesura della strategia globale per occupare il Sud-est asiatico e il Pacifico centro-occidentale.
Nei primi mesi delle ostilità nel Pacifico diresse dalla grande base di Truk le operazioni che portarono alla conquista di Guam, delle isole Gilbert, di Wake e di Rabaul; quindi in marzo, dopo averne esposto i vantaggi, poté procedere a sbarcare truppe in Nuova Guinea. Dal 30 aprile fu il comandante superiore incaricato di portare a termine l'operazione Mo, l'occupazione di Port Moresby e Tulagi: tuttavia, per quanto supportato da navi distaccate dalla madrepatria (comprese due portaerei di squadra), non riuscì a catturare il primo obiettivo e la battaglia del Mar dei Coralli si concluse con una sconfitta strategica per l'Impero giapponese. Inoue fu rimpatriato nell'ottobre 1942 e fu posto a dirigere l'Accademia navale di Etajima. Nell'agosto 1944 fu scelto quale nuovo viceministro della Marina e si segnalò tra coloro che intendevano arrivare a un armistizio con gli Alleati. Ammiraglio nel maggio 1945 e Consigliere presso lo stato maggiore generale, dopo la fine delle ostilità si dimise dal servizio attivo, dedicandosi all'insegnamento. Morì in età avanzata nella sua abitazione a Yokosuka.

## Biografia

### Avvio della carriera in marina
Shigeyoshi Inoue nacque nella città di Sendai, appartenente alla prefettura di Miyagi, il 9 dicembre 1889. In giovane età s'iscrisse all'Accademia navale di Etajima, studiò nella 37ª classe e per i suoi meriti fu nominato Cavaliere di III Classe dell'Ordine del Nibbio d'oro. Si diplomò il 19 novembre 1909, secondo su ben 179 allievi, ottenne il brevetto di aspirante guardiamarina e fu imbarcato sull'incrociatore protetto Soya, catturato nel corso della guerra russo-giapponese: con questa unità completò la prima crociera d'oltremare. Tornato in patria fu assegnato, il 16 luglio 1910, alla celebre nave da battaglia Mikasa per continuare l'addestramento in mare, che proseguì a bordo dell'incrociatore corazzato Kasuga, al quale era stato trasferito il 1º dicembre. Su tale nave ricevette anche, due settimane più tardi, la nomina a guardiamarina, quindi il 18 gennaio 1911 passò sull'incrociatore da battaglia Kurama, sul quale rimase oltre un anno. Il 24 aprile 1912 iniziò a frequentare il Corso base presso la Scuola d'artiglieria navale e, completatolo, passò il 9 agosto al Corso base della vicina Scuola siluristi; ottenne brillanti risultati nel corso degli studi e il 1º dicembre fu promosso sottotenente di vascello. Il 10 febbraio 1913 fu integrato nell'equipaggio dell'incrociatore protetto Takachiho; sette mesi più tardi fu trasferito al nuovo incrociatore da battaglia Hiei, in fase di allestimento finale dopo il varo: Inoue rimase sull'imponente unità fino a poco prima della sua entrata in servizio nell'agosto 1914, perché il 19 luglio fu assegnato a uno dei cacciatorpediniere componenti la 17ª Divisione. Il 13 dicembre 1915, in concomitanza con la promozione a tenente di vascello, passò a bordo della moderna nave da battaglia Fuso, ma non partecipò ad alcuna azione. Lasciò la corazzata il 1º dicembre 1916 per intraprendere il Corso B al prestigioso Collegio navale di Tokyo, dove si formavano capaci ufficiali di stato maggiore: membro della 22ª classe, impiegò cinque mesi a completarlo e subito dopo si dedicò al Corso studenti specializzandi, che completò in sette mesi esatti. Il 1º dicembre 1917 s'imbarcò dunque sull'incrociatore leggero/avviso Yodo in qualità di ufficiale di rotta, potendo così mettere a frutto la teoria acquisita. Avvisato per tempo, il 1º dicembre 1918 partì alla volta della Svizzera in veste di studente all'estero.

### Gli anni venti e trenta

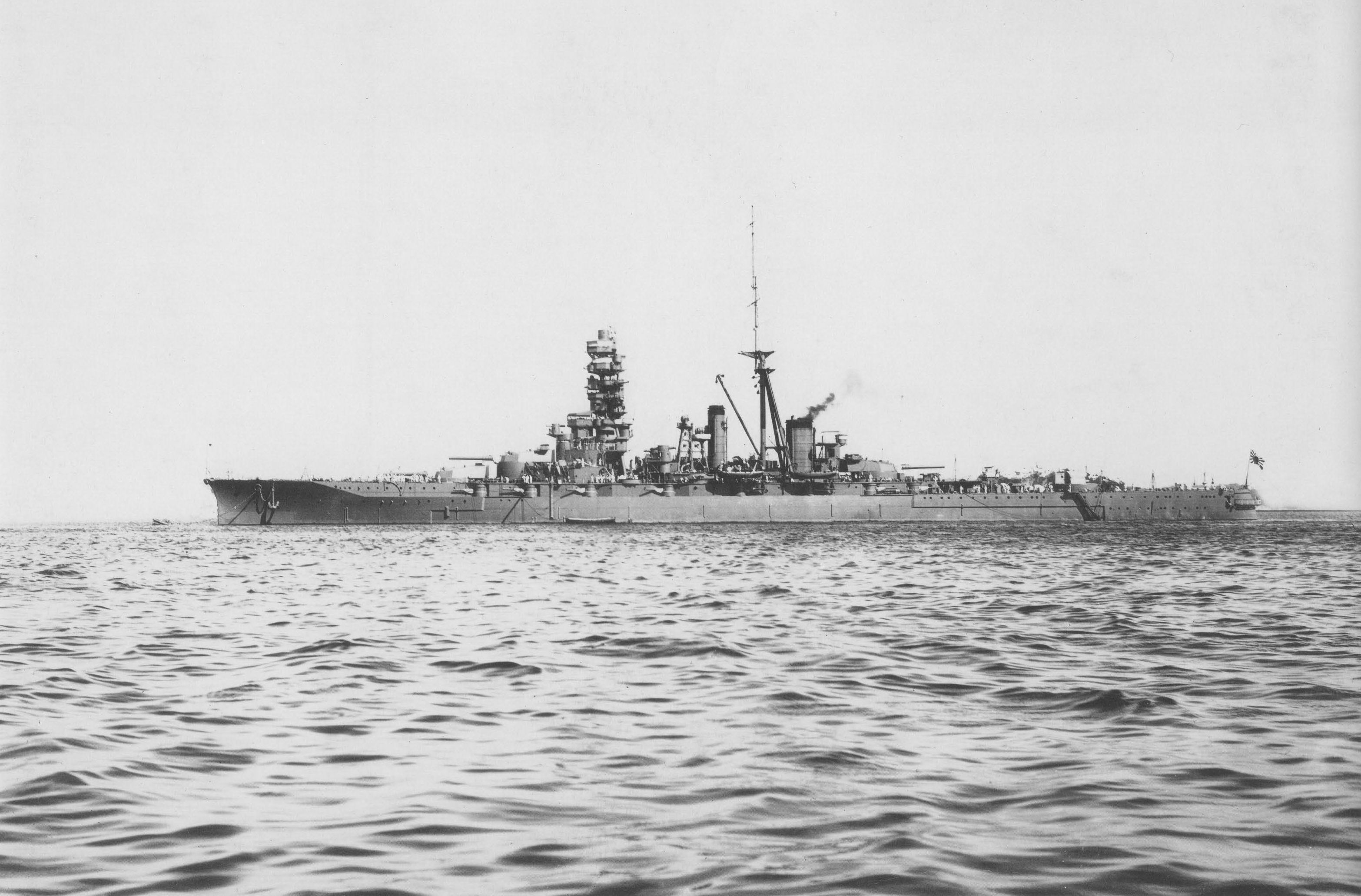
L'incrociatore da battaglia Hiei, che Inoue comandò senza tuttavia condurlo in azione

Inoue visse oltre un anno in Svizzera, facendo conoscenza di usi e costumi europei e imparando anche il tedesco. Il 1º settembre 1921 lasciò il paese per proseguire l'esperienza straniera in Francia, dove rimase per soli tre mesi (imparando comunque anche la lingua francese): il 1º dicembre ricevette l'ordine di rientro con, annessa, notizia della sua promozione a capitano di corvetta. Una volta tornato in Giappone fu assegnato in qualità di ufficiale di rotta all'incrociatore leggero Kuma (1º marzo 1922), allora occupante il posto di nave ammiraglia in una divisione. Il 1º dicembre dello stesso anno Inoue tornò a Tokyo e s'iscrisse al difficile Corso A del Collegio navale; con la 22ª classe profuse molto impegno negli studi e concluse il percorso accademico in due anni: appena diplomatosi fu subito assegnato allo stato maggiore dell'Ufficio affari navali, dipendente direttamente dal Ministero della marina. Il 1º dicembre 1925 ebbe i gradi di capitano di fregata e continuò a lavorare nell'Ufficio con solerzia ed efficienza fino a quando, il 1º ottobre 1927, non fu chiamato a rapporto dello stato maggiore generale cui rimase a disposizione: un mese più tardi gli fu notificata la nomina ad addetto militare navale all'ambasciata di Roma, unitamente alle cariche di supervisore per la costruzione e il materiale d'artiglieria – in seno al Comando costruzioni navali – e di supervisore degli armamenti del Comando aereo navale, la branca del Ministero della marina che si occupava dell'aspetto logistico e di sviluppo della propria aeronautica. Inoue visse abbastanza a lungo in Italia, il 1º agosto 1929 ebbe l'ordine di rientro e, una volta in patria, fu promosso capitano di vascello il 30 novembre.
Il 10 gennaio 1930 Inoue iniziò la carriera di istruttore al Collegio navale, che durò ben più di due anni a riprova della sua competenza. Infatti solo il 1º ottobre 1932 lasciò tale incarico e per un mese rimase a disposizione degli alti comandi della Marina, i quali lo destinarono a comandare la Sezione 1 dell'Ufficio affari navali. Dal 20 settembre 1933 cominciò a operare presso il 1º Distretto navale con quartier generale a Yokosuka, quindi il 15 novembre divenne capitano dell'incrociatore da battaglia Hiei, entrato nell'arsenale: Inoue supervisionò i lavori di ammodernamento della sala munizioni per le torri principali e l'aggiunta di zavorra nel vano della quarta torretta, sbarcata in precedenza. Il 1º agosto 1935 lasciò il comando dell'unità nuovamente in servizio e il 15 novembre fu promosso a contrammiraglio e, contemporaneamente, a capo di stato maggiore del Distretto di Yokosuka. Qui ricevettero conferma definitiva le sue brillanti qualità di organizzatore, che peraltro gli impedirono di assumere comandi in prima linea vista la tendenza delle alte gerarchie navali a tenere simili ufficiali a terra, in ruoli direttivi. Il 16 novembre 1936 Inoue, infatti, cominciò a lavorare nello stato maggiore generale e anche al Ministero della marina; il 20 ottobre 1937 fu nominato direttore dell'Ufficio affari navali, carica eminentemente amministrativa, e fu aggiunto al Comitato degli ammiragli. Ufficiale dotato di grande intelligenza e noto per la sua cordialità, nel corso degli anni trenta Inoue era divenuto un polemico delle ottuse politiche nazionaliste della Marina nipponica ed era entrato nella cosiddetta "fazione dei trattati", interna all'arma e che comprendeva anche Mitsumasa Yonai, Osami Nagano e Isoroku Yamamoto: costoro ritenevano che il Giappone dovesse impiegare le forze navali come strumento di difesa e sottoscrivere i trattati inerenti alle limitazioni degli armamenti navali, allo scopo di non entrare in collisione con le altre potenze marittime, soprattutto United States Navy (stante il grande potenziale industriale americano) e Royal Navy (la prima al mondo). Questa professione di moderazione e accordo con i malvisti stranieri gli attirò nel tempo sempre più nemici nel corpo ufficiali, compreso lo sciovinista Chūichi Nagumo.

### La seconda guerra mondiale

#### Capo dell'aviazione di marina
Il 18 ottobre 1939 Inoue fece rapporto allo stato maggiore generale che lo designò, il 23, quale nuovo capo di stato maggiore della Flotta dell'Area cinese e anche della 3ª Flotta, una delle unità sottoposte: al momento della promozione a viceammiraglio il 15 novembre, comunque, Inoue ebbe confermato solo il primo posto. La flotta era impegnata dall'autunno 1937 nella sanguinosa seconda guerra sino-giapponese e comprendeva in realtà un gran numero di reparti delle Kaigun Tokubetsu Rikusentai, nonché squadriglie per il supporto delle operazioni terrestri; le forze navali erano limitate ad alcune divisioni di cannoniere fluviali e qualche cacciatorpediniere. Il 1º ottobre 1940, dopo essere stato decorato con il cavalierato di I Classe dell'Ordine del Sol Levante, fu trasferito alla testa del Comando aereo navale, nel quale aveva servito alla fine degli anni venti. Inoue aveva già maturato una certa vicinanza all'arma aerea e, ben presto, si convinse che l'aeronautica militare fosse l'asso vincente da giocare in una guerra contro le potenze occidentali, la quale si profilava sempre più concretamente all'orizzonte. Inoue dichiarò in pubblico che la costruzione di gigantesche corazzate era un grave errore dinanzi agli sviluppi esponenziali vissuti dall'aeroplano come strumento bellico, che aveva radicalmente trasformato il campo di battaglia: da ciò concluse, nel gennaio 1941, che il controllo delle vaste distese dell'Oceano Pacifico si poteva ben esercitare con la sola aviazione basata a terra e che i comandi statunitensi non si sarebbero mai prestati a combattere la "battaglia decisiva". Si trattava del pilastro della strategia navale nipponica, che prevedeva il logorio della linea di battaglia americana mediante velivoli, sommergibili e squadroni di cacciatorpediniere prima di addivenire al contatto balistico e risolvere lo scontro con un tradizionale duello d'artiglierie. Inoue si spinse oltre, affermando seccamente che le flotte imperiali non rappresentava una seria minaccia per la United States Pacific Fleet, tantomeno per la macchina militare statunitense nel suo complesso. Una simile dichiarazione scatenò aspre critiche verso la sua persona e gli alti comandi decisero di allontanarlo da Tokyo: l'11 agosto 1941 fu infatti messo a capo della modesta 4ª Flotta, responsabile della difesa delle isole del Mandato e avente le sue basi principali nella laguna di Truk (Caroline centrali) e nel vasto atollo di Kwajalein (Marshall occidentali). Gran parte delle sue forze, alla data, era rappresentata da formazioni di presidio di varia entità e da un buon numero tra trasporti, dragamine, posamine, pattugliatori, portaidrovolanti e cacciasommergibili.

#### La 4ª Flotta (agosto 1941-ottobre 1942)

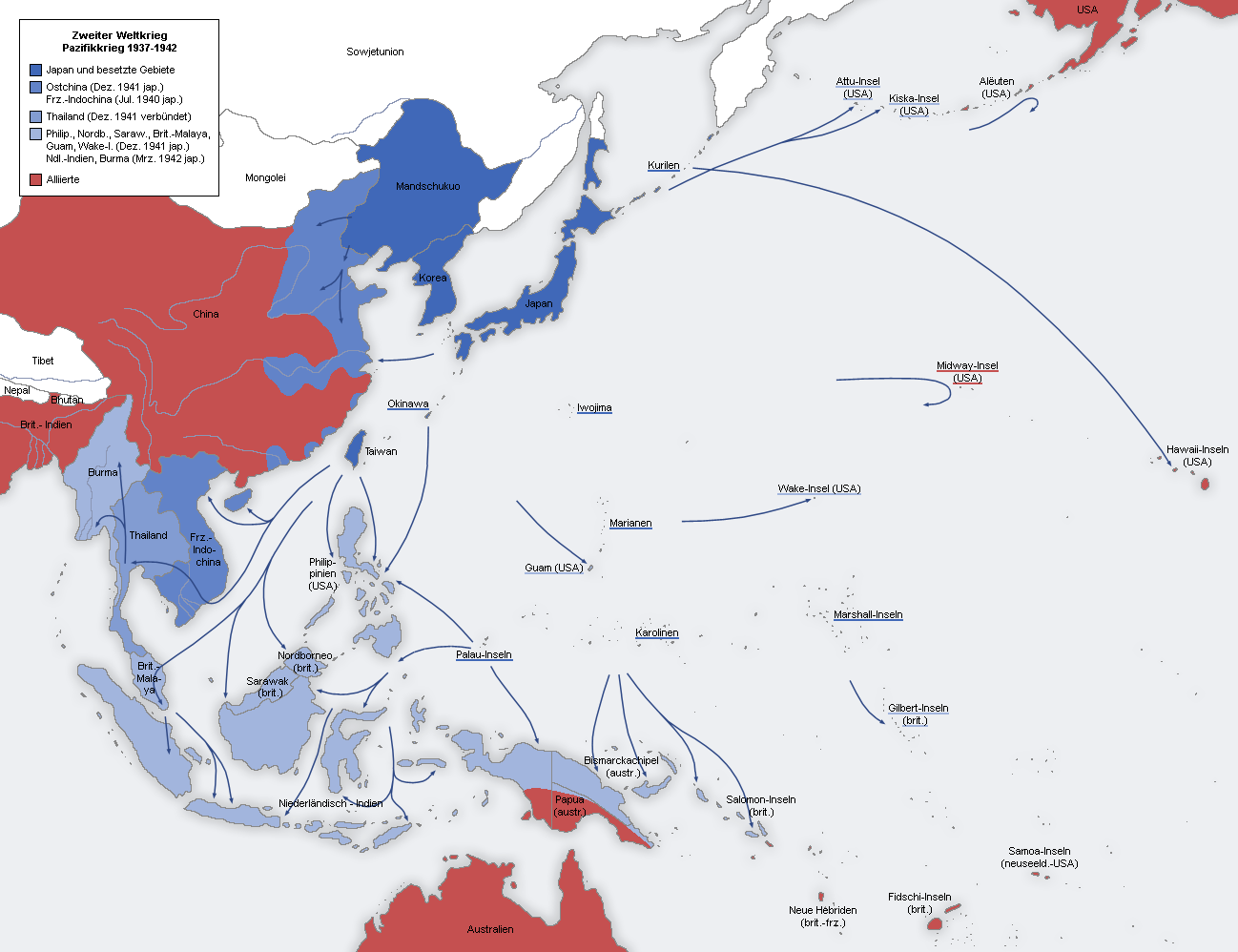
Lo svolgimento globale delle offensive giapponesi tra 1941 e 1942; al centro l'area di competenza di Inoue, compresa tra le Palau, le Marianne, le Marshall e le Salomone

Inoue, comunque, fu coinvolto nella vasta pianificazione vincolata al programmato attacco di Pearl Harbor, perché la flotta era stata incaricata di proteggere le isole da possibili reazioni statunitensi. Il suo quartier generale era stato anche scelto come nodo delle comunicazioni radio tra gli alti comandi in patria e la 1ª Flotta aerea inviata a Pearl Harbor. Infine ebbe disposizioni di occupare le sparse posizioni anglo-americane nel Pacifico centrale: Guam, Wake, le isole Gilbert, da trasformare in "inaffondabili portaerei", e cooperare con la 6ª Flotta di sommergibili a Kwajalein. Inoue studiò mappe e documenti e, dimostrando notevoli doti di stratega, contattò il Gran Quartier Generale imperiale perché nella prima fase della prevista espansione fossero incluse la Nuova Irlanda e la Nuova Britannia con l'importante porto di Rabaul: da questi territori australiani, infatti, era possibile raggiungere Truk – 1 120 chilometri più a nord – con i quadrimotori Boeing B-17 Flying Fortress e quindi porre in serio pericolo l'intero perimetro orientale, minacciato di aggiramento. Tokyo riconobbe la correttezza dell'esposizione, autorizzò Inoue a occupare quella regione e a fare di Rabaul un'importante base militare. La 4ª Flotta si preparò nei mesi seguenti ai compiti che l'aspettavano, conducendo anche discrete ricognizioni aeree, e ricevette dalla 1ª Flotta di stanza nelle isole metropolitane la 6ª Divisione incrociatori del contrammiraglio Aritomo Gotō (Aoba, Kinugasa, Kako, Furutaka), la 6ª Squadriglia cacciatorpediniere del contrammiraglio Sadamichi Kajioka (Yubari e otto cacciatorpediniere) e la 18ª Divisione incrociatori leggeri (Tenryu, Tatsuta): erano tutte unità risalenti alla metà degli anni venti o anche prima. Inoltre, nelle Ogasawara, fu assemblato il Distaccamento dei Mari del sud del maggior generale Tomitarō Horii con oltre 5 200 uomini, in gran parte concessi dall'Esercito imperiale. Il 1º dicembre 1941 Inoue poté sistemarsi con il proprio stato maggiore sulla sua nuova ammiraglia, l'incrociatore leggero Kashima, dal cui ponte diresse le operazioni iniziate l'8 dicembre, in concomitanza con il riuscito bombardamento di Pearl Harbor. Guam, bersagliata un paio di volte, fu occupata facilmente il 10 dicembre dal distaccamento di Horii. Lo stesso giorno i cacciatorpediniere Yunagi, Asanagi, i posamine Okinoshima, Tenyo Maru e la cannoniera Nagata Maru, partiti l'8 da Jaluit, sbarcarono una compagnia della 51ª Unità di guardia (dipendente dalla 6ª Forza da presidio di base, guarnigione delle Marshall) sulle isole Makin, sul vicino atollo Butaritari e su Abaiang: il 24 dicembre le operazioni erano state concluse, erano stati fatti nove prigionieri ed era stata stabilita una base di idrovolanti a Butaritari, difesa da parte della compagnia. Anche Wake fu sottoposta alla stessa preparazione di Guam, ma l'attacco dell'11 dicembre, condotto da Kajioka con la 6ª Squadriglia e gli incrociatori leggeri, affrontò un'inopinata resistenza e i cacciatorpediniere Hayate e Kisaragi furono affondati. L'isola fu infine conquistata il 23 con il supporto aeronavale di uno scaglione della 1ª Flotta aerea e lo sbarco di reparti della 6ª Forza da presidio e delle Kaigun Tokubetsu Rikusentai.

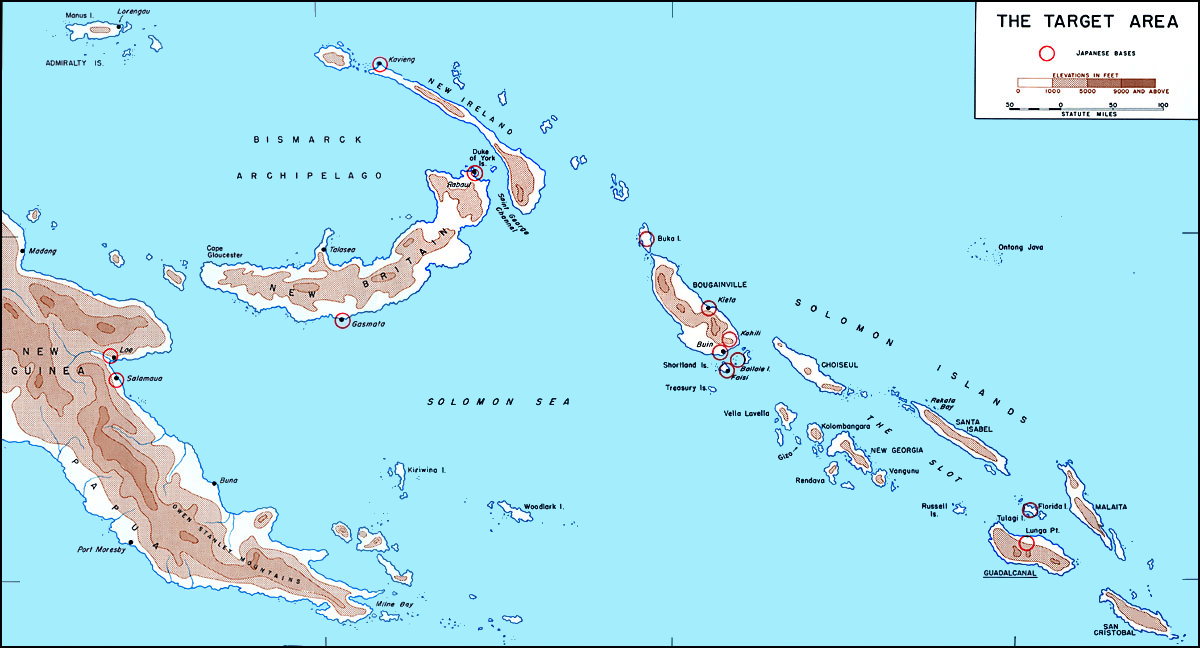
L'area del Pacifico sud-occidentale, dove la 4ª Flotta operò sino all'estate 1942: cerchiate di rosso le basi giapponesi, compresa Rabaul

Nel gennaio 1942 Inoue concentrò nella rada di Truk la 4ª Flotta e il Distaccamento del generale Horii, con il quale pianificò l'operazione R, l'assalto a Rabaul. Il 18 gennaio salparono tutte le navi, guidate dal Kashima (Inoue rimase a Truk) e quattro giorni dopo la squadra si presentò dinanzi al piccolo centro; dopo un bombardamento effettuato all'alba cominciò lo sbarco delle truppe, che ebbero presto ragione della demoralizzata e numericamente inferiore guarnigione australiana. Sempre il 23 gennaio fu occupato senza combattere l'ancoraggio di Kavieng, sulla punta nord-occidentale della Nuova Irlanda. Inoue telegrafò subito dopo allo stato maggiore generale della Marina che era imperativo assicurarsi i piccoli aeroporti di Lae e Salamaua sulla costa nord-orientale della Nuova Guinea, Port Moresby su quella meridionale e la totalità delle britanniche isole Salomone (soprattutto Guadalcanal e Tulagi). Tali regioni avrebbero consentito di minacciare e recidere le comunicazioni tra Stati Uniti e Australia, di rendere loro ancor più difficile lanciare una controffensiva e di interdire all'aviazione australiano-statunitense l'utilizzo delle strutture di Port Moresby, da dove era possibile colpire Rabaul stessa; la città, per converso, sarebbe potuta divenire un eccellente bastione per bombardare il continente. Inoue incontrò la consapevolezza dei propri superiori e, peraltro, le sue corrette argomentazioni furono convalidate da alcuni attacchi portati dalla RAAF: il 29 gennaio lo stato maggiore ordinò dunque all'ammiraglio Yamamoto, comandante della Flotta Combinata, di occupare quelle posizioni, ed egli a sua volta trasmise disposizioni dettagliate a Inoue. Questi iniziò i preparativi e si dedicò alla nuova avanzata, trascurando il proprio fianco sinistro che, a cominciare dal 1º febbraio, fu oggetto di improvvisi attacchi aeronavali condotti da due Task force al comando dei viceammiragli William Halsey e Wilson Brown: Halsey, con le portaerei USS Yorktown e USS Enterprise, bombardò con successo Kwajalein e altre isole nelle Marshall; il 20 febbraio Brown si avvicinò con la propria Task force 11, comprendente la portaerei USS Lexington, a Rabaul stessa, ma fu localizzato e ripiegò dopo aver rintuzzato uno stormo di bombardieri decollati dalla base. Infine Halsey, dopo aver distaccato verso il Mar dei Coralli il gruppo navale della Yorktown agli ordini del contrammiraglio Frank Fletcher, colpì con totale sorpresa Wake il 24 febbraio e Minami Torishima il 4 marzo. Informato che la 5ª Divisione portaerei (Shokaku, Zuikaku) era stata inviata a guardia dell'area minacciata, Inoue poté comunque procedere e da Truk ordinò l'avvio dell'operazione SR, l'invasione di Lae-Salamaua. La 4ª Flotta lasciò Rabaul e la mattina presto dell'8 marzo iniziò lo sbarco incruento di uomini e materiali presso le due località, ma il 10 la testa di ponte e gran parte delle navi furono oggetto di una massiccia incursione dei gruppi imbarcati della Yorktown e Lexington, che si erano riunite a sud di Port Moresby dopo l'avvistamento della squadra nipponica: l'attacco giunse inaspettato e causò la perdita o il danneggiamento di varie unità, sia da guerra che da trasporto. La presenza militare giapponese in Nuova Guinea non fu impedita e anzi s'incrementò nelle settimane successive, tuttavia Inoue fu costretto ad annullare l'approdo di truppe a Tulagi, Port Moresby e Guadalcanal (programmato per aprile) in modo da ricevere rimpiazzi, rimettere in efficienza i vascelli avariati e attendere tre portaerei, promessegli da Yamamoto.

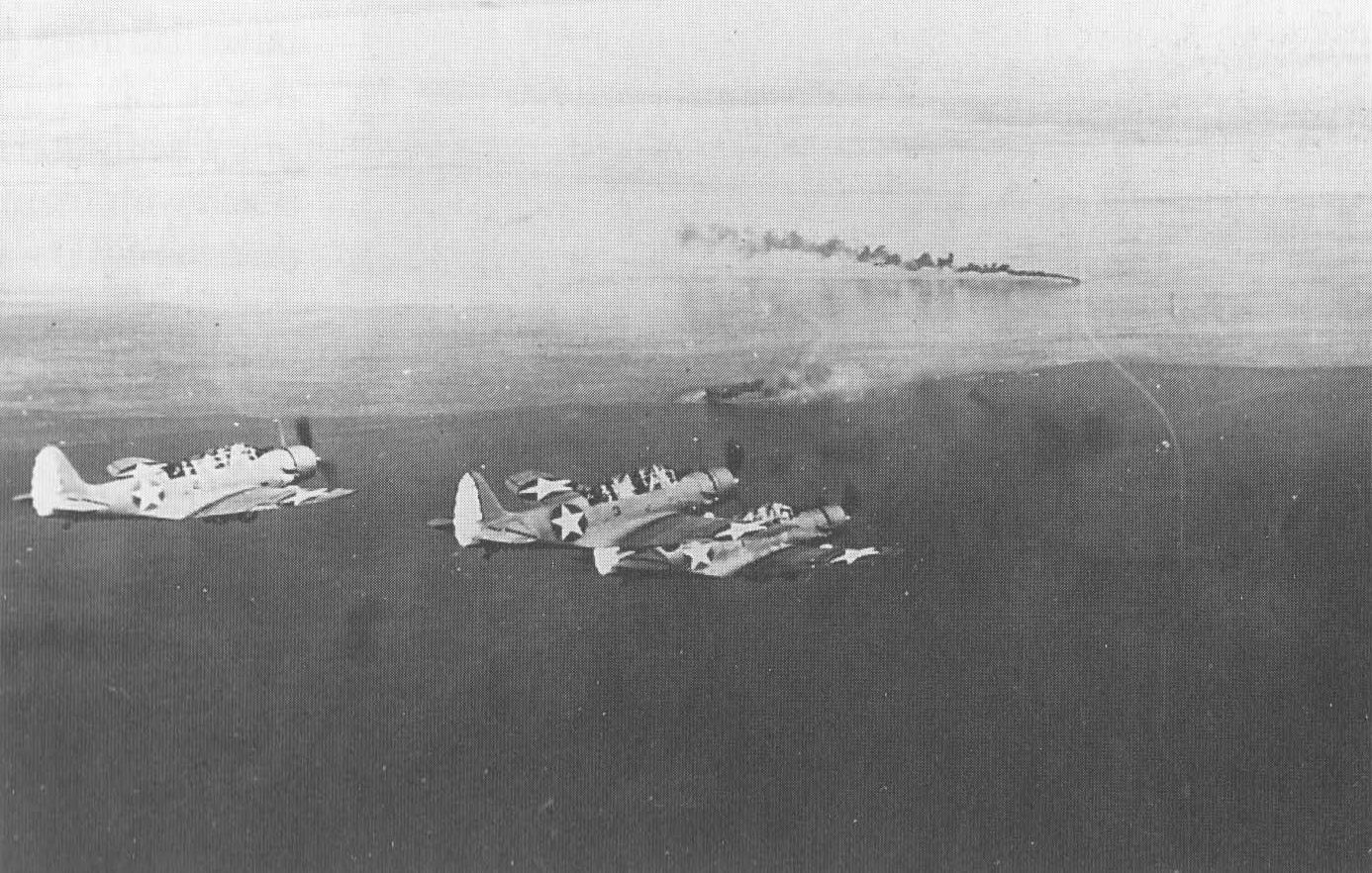
Aerosiluranti della portaerei Yorktown si avvicinano alle navi giapponesi nel Golfo di Huon, dove Inoue aveva fatto sbarcare truppe l'8 marzo 1942

L'attacco a Port Moresby e Tulagi, detto operazione Mo, richiese tutte le forze della 4ª Flotta. Al primo obiettivo Inoue assegnò un convoglio di dodici trasporti scortato da vicino dalla 18ª Divisione incrociatori, che doveva sbarcare con l'appoggio della 6ª Squadriglia, il cui comandante Kajioka ebbe il comando superiore in mare; Tulagi era di competenza di una piccola squadra costituita attorno alla 19ª Divisione posamine del contrammiraglio Kiyohide Shima. La divisione del contrammiraglio Gotō integrò la portaerei Shoho e doveva coprire a distanza lo sbarco a Tulagi (3 maggio), quindi l'assalto a Port Moresby (7 maggio). Infine a Truk si assemblarono la 5ª Divisione portaerei, gli incrociatori Myoko e Haguro e cacciatorpediniere al comando del viceammiraglio Takeo Takagi, che doveva incrociare vicino alle isole Salomone e nel Mar dei Coralli per opporsi a qualsiasi intervento delle portaerei statunitensi. Inoue era fiducioso ma conscio che, quasi sicuramente, avrebbe dovuto affrontare una resistenza più coordinata, in quanto l'ammiraglio Yamamoto e dispacci di intercettazioni radiofoniche lo avevano messo in guardia sulla probabile presenza di portaerei statunitensi a est dell'Australia. In effetti il contrammiraglio Fletcher era rimasto nell'area e aveva riunito il 1º maggio la Task force 17 con le portaerei Lexington, Yorktown, otto incrociatori e undici cacciatorpediniere, più due petroliere di squadra. Nel frattempo, il 30 aprile, era cominciata l'operazione Mo con la partenza di Shima da Rabaul, seguito il 1º maggio da Takagi che salpò da Truk; il 3 maggio i giapponesi sbarcarono a Tulagi: né gli ufficiali addetti alle operazioni, né Inoue e il suo stato maggiore erano al corrente che la Task force 17 stava facendo rifornimento a ovest delle Nuove Ebridi e che Fletcher, contattato da un velivolo australiano, era stato avvertito dell'occupazione di Tulagi. Egli si portò a sud di Guadalcanal con la Yorktown e durante il 4 maggio eseguì tre raid sul naviglio nipponico, affondando un paio di navi; l'attacco confermò finalmente a Inoue e i suoi collaboratori della presenza di almeno una portaerei nemica.

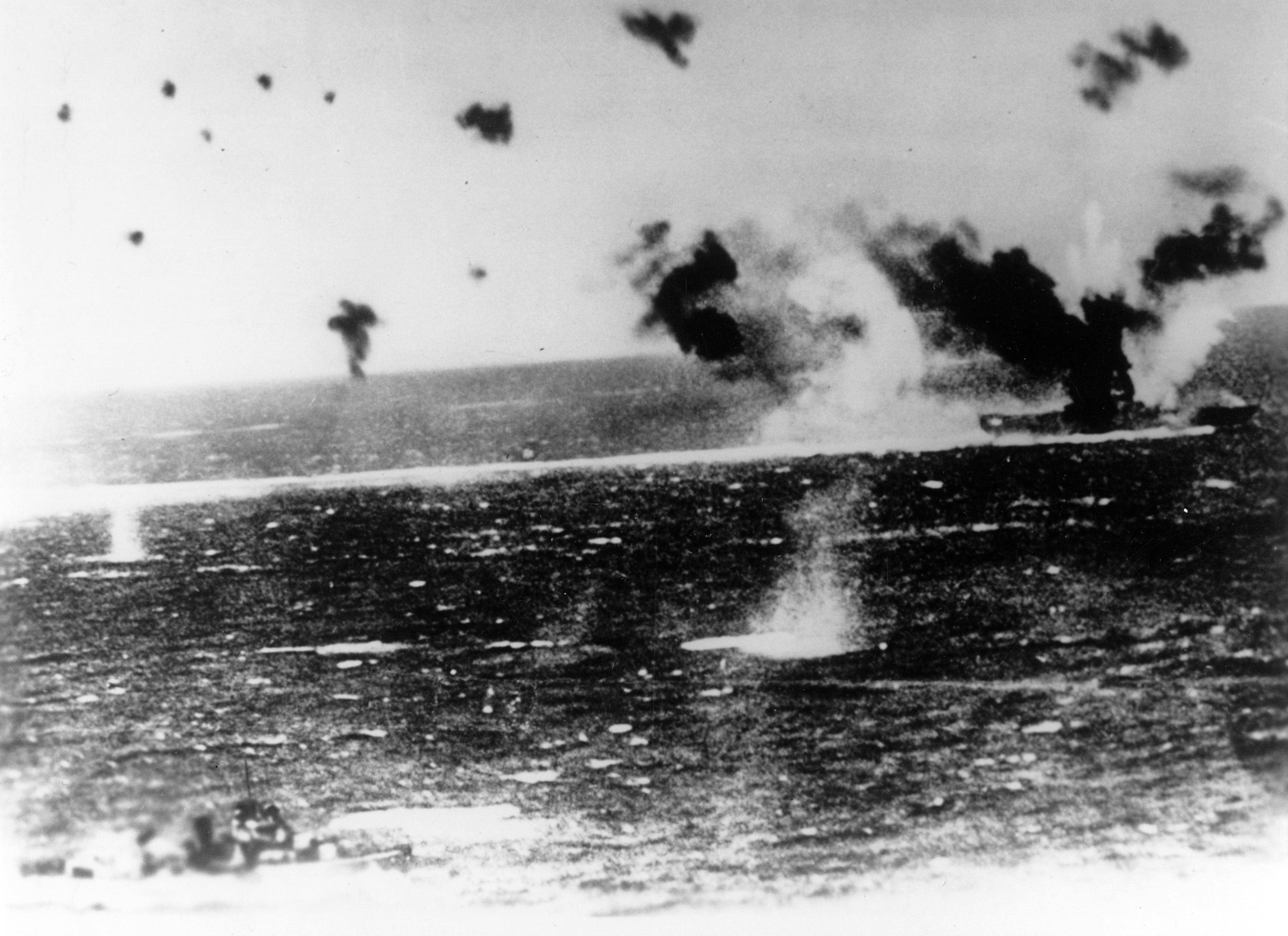
La Lexington sotto attacco durante l'ultimo giorno di battaglia nel mar dei Coralli

Sempre il 4 maggio Inoue era arrivato a Rabaul con il Kashima, per meglio dirigere i vari gruppi navali, e subito dopo erano partiti sia il convoglio d'invasione di Port Moresby sia Gotō con la Shoho e gli incrociatori (troppo tardi dunque per aiutare Shima a Tulagi). A cominciare dal 5 maggio si ebbero crescenti confusioni in entrambi gli schieramenti: Takagi e Fletcher, a dispetto di numerosi cambi di rotta e intensive ricerche aeree, non riuscirono a trovarsi. Inoue tentò di sostenere il collega inviando indrovolanti da Rabaul, ma anch'essi non ottennero risultati e uno fu anzi abbattuto dai caccia della Yorktown. Il viceammiraglio era inoltre in ansia per i trasporti, in quanto Gotō stava rimontandoli dalle isole Shortland, dove aveva fatto tappa, ma soprattutto perché era stato avvertito che alcuni incrociatori alleati si trovavano a sud delle isole Louisiade, precisamente all'uscita del Passaggio Jomard attraverso il quale il convoglio doveva transitare. La mattina presto del 7 maggio si verificarono i primi contatti: Takagi inviò il grosso dei suoi velivoli contro un cacciatorpediniere e una petroliera, scambiata per una portaerei, e li distrusse; Fletcher, invece, ritrovò per caso la 6ª Divisione incrociatori con la Shoho, già segnalatagli il 6 da un B-17 decollato dall'Australia, e l'affondò con un massiccio attacco di bombardieri e aerosiluranti a nord delle Louisiade. Questo duro colpo spiazzò Inoue e lo convinse a rinviare temporaneamente l'azione anfibia a Port Moresby: alle 09:00 richiamò dunque il convoglio e tutte le squadre di supporto annesse; inviò poi per tre volte i bombardieri della 25ª Flottiglia aerea – sparsi tra Rabaul e a Nuova Guinea – a colpire gli incrociatori nemici, ma nessun ordigno andò a segnò e perse almeno cinque Mitsubishi G3M "Nell". L'8 maggio la Task force 17 e la squadra di Takagi si individuarono reciprocamente e si attaccarono in contemporanea, punto culminante della battaglia del Mar dei Coralli. La Shokaku e la Lexington furono gravemente danneggiate e la seconda colò a picco, ma i giapponesi pagarono la vittoria con gravi perdite di aviatori sulla Zuikaku e pertanto Takagi ripiegò verso nord. Dinanzi al risultato del complesso scontro Inoue confermò l'annullamento dell'operazione Mo e fece rientrare tutte le sue navi a Rabaul. Tuttavia volle assicurarsi una qualche contropartita alla sconfitta strategica e il 10 inviò la squadra del contrammiraglio Shima a occupare le indifese isole di Nauru e Ocean. Il giorno seguente, però, il posamine e ammiraglia Okinoshima fu silurato da un sommergibile e Inoue, avvertito che da est delle Salomone si avvicinava un'altra flotta americana, ordinò di rientrare a Truk.

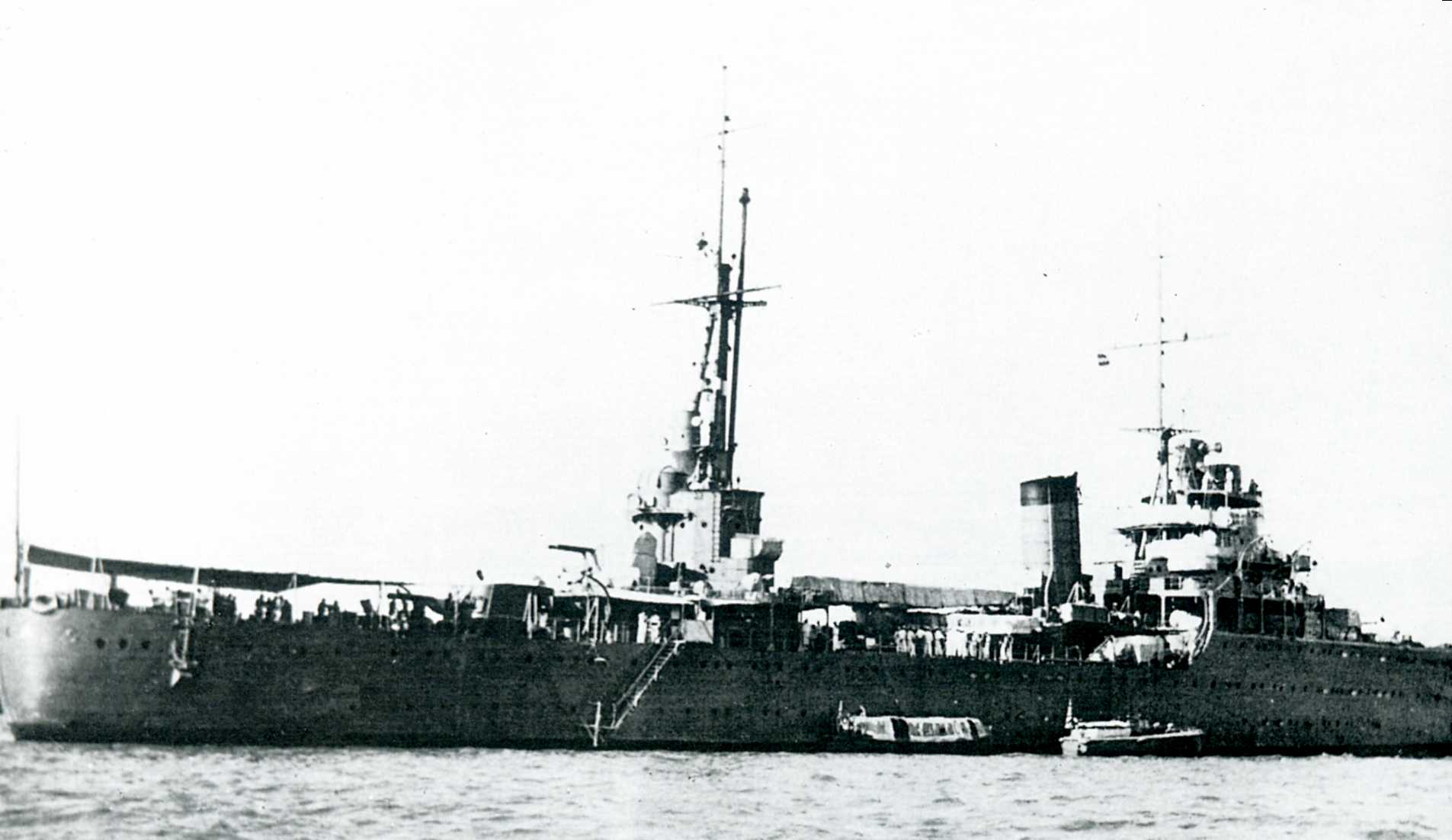
Dall'incrociatore Kashima Inoue diresse le operazioni della 4ª Flotta

Il 13 maggio Inoue lasciò Rabaul con il Kashima e dopo una fermata a Kavieng arrivò il 16 alla grande rada atollina, dove continuò a comandare la 4ª Flotta. Fu anche convocato per la nuova strategia varata dall'ammiraglio Yamamoto, il quale intendeva combattere una battaglia decisiva nelle vicinanze dell'atollo di Midway e schiacciare le superstiti portaerei statunitensi, concludendo così sperabilmente la guerra. Non si mostrò comunque entusiasta ed espresse molte critiche al piano, che portò alla disfatta della 1ª Flotta aerea tra il 4 e il 6 giugno. Durante i mesi estivi continuò a occuparsi delle attività militari quotidiane e il 10 luglio, come da ordini, riorganizzò le forze della 6ª Squadriglia nella 2ª Divisione di scorta, alle sue dipendenze per il controllo delle acque delle isole mandatarie. Quattro giorni più tardi cedette la 6ª e 18ª Divisione incrociatori all'8ª Flotta, creata per occuparsi dell'intero settore Nuova Guinea-isole Salomone-isole dell'Ammiragliato. Occupato in questi e altri compiti, Inoue non tenne in debito conto alcune comunicazioni del servizio informazioni che denunciavano una possibile controffensiva degli Stati Uniti nelle Salomone; gli sbarchi a Guadalcanal del 7 agosto furono dunque una completa sorpresa, nonché motivo di ulteriore disappunto degli alti comandi verso Inoue. Il 17 si verificò inoltre un'inaspettata incursione di Marine Raider a Makin, il cui presidio fu distrutto. Ciò rese evidente che le posizioni giapponesi a oriente erano troppo deboli e Inoue varò un affrettato piano di rafforzamento. A cominciare dal 29 agosto e fino alla metà di settembre, truppe di marina provenienti da Truk, dalle isole Palau, da Saipan e dal Giappone stesso si stabilirono a Nauru, Ocean, Mili, Makin, Abemama e infine sull'atollo di Tarawa, ove giunse la 6ª Forza da sbarco speciale "Yokosuka" con oltre 1 200 uomini. A fine settembre Inoue completò l'opera ordinando un pattugliamento aggressivo delle Gilbert meridionali, dove si trovavano vari Coastwatchers che tenevano informati gli Alleati sui movimenti nipponici: il 6 ottobre l'operazione fu conclusa con successo completo, mentre nell'intera area di competenza della 4ª Flotta cominciarono ad affluire uomini, materiali e armamenti pesanti. Due giorni dopo, a bordo del Kashima, Inoue presiedette a un'importante conferenza relativa proprio alla costruzione razionale di fortificazioni nel Pacifico, cui partecipò anche il contrammiraglio Matome Ugaki, capo di stato maggiore di Yamamoto.

#### Gli incarichi in patria

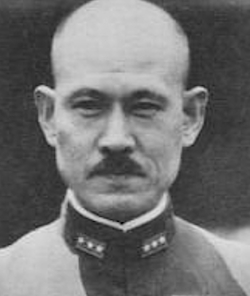
Inoue con i gradi di ammiraglio, che acquisì nel 1945

L'incontro sul Kashima fu l'ultimo rilevante avvenimento di Inoue come comandante in capo della 4ª Flotta. Probabilmente a causa della sconfitta del Mar dei Coralli e biasimato per la mancata previsione dell'attacco a Guadalcanal, il 26 ottobre 1942 dovette cedere il posto al viceammiraglio barone Tomoshige Samejima e tornare a Tokyo per occupare la sedia di Direttore dell'Accademia navale di Etajima. Convinto che la guerra fosse ormai perduta, egli s'impegnò grandemente affinché i giovani cadetti non fossero mandati al fronte contro una morte sicura e vana, imparassero la lingua inglese (da tempo omessa dai programmi accademici) e potessero sviluppare le doti necessarie per divenire i capi del Giappone postbellico. Si oppose infine allo sviluppo e impiego di armi o tattiche suicide, proposte e diffusesi negli ambienti militari tra il 1943 e il 1944. Il 5 agosto 1944 Inoue fu nominato viceministro della Marina e rientrò nel Comitato degli ammiragli, segnale indicante la sua ripresa di influenza. Da questa alta posizione agì assieme al suo superiore, ammiraglio Yonai, e agli altri membri del governo che intendevano arrivare a una capitolazione con gli Alleati prima che l'Impero nipponico fosse totalmente sconfitto; fu presente anche ad alcune sedute del Supremo Consiglio per la condotta della guerra fino a quando, per volere del Primo ministro Kuniaki Koiso, esse furono ristrette a poche cariche istituzionali prima della fine dell'anno. Riuscì inoltre a mettere a capo dell'Accademia navale il viceammiraglio Takeo Kurita, suo amico personale che condivideva le sue opinioni sulla salvaguardia delle giovani reclute. Comandante in capo ad interim del Comando costruzioni navali tra il 4 e il 18 novembre 1944, il 15 maggio 1945 Inoue lasciò il ministero e divenne Consigliere navale allo stato maggiore, venendo al contempo promosso al grado di ammiraglio. Quattro mesi più tardi il Giappone si arrese agli Alleati e il 10 ottobre Inoue fu messo in attesa di incarichi.

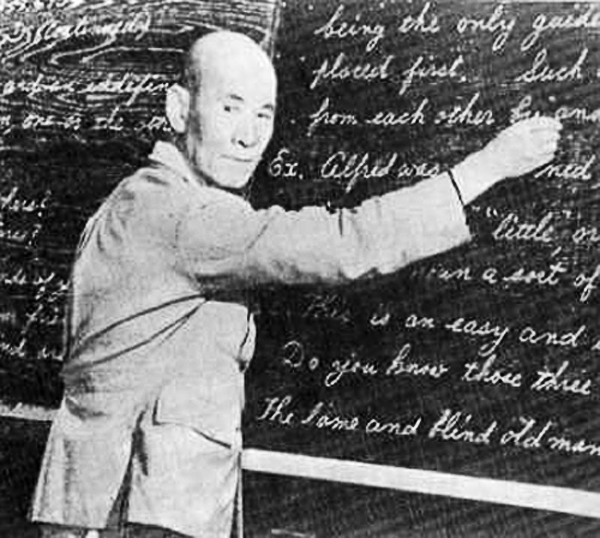
Inoue durante una delle lezioni di inglese che impartiva a casa propria

### Il ritiro e gli ultimi anni
Il 15 ottobre Inoue presentò le proprie dimissioni dalla distrutta Marina imperiale e si ritirò a vita privata nella sua casa di Yokosuka. Amante dei bambini, della cui presenza si rallegrava, poco dopo la conclusione della guerra si dette a insegnare inglese e musica nella sua abitazione. Nel corso del dopoguerra fu anche assai disponibile con lo storico statunitense Gordon Prange, parlando con lui della strategia globale giapponese per il 1941-1942 e dell'assoluta importanza accordata alla tempistica delle operazioni in Estremo Oriente, strettamente vincolate all'attacco su Pearl Harbor. Shigeyoshi Inoue morì a Yokosuka il 15 dicembre 1975, poco dopo aver compiuto 86 anni. La sua salma fu traslata a Tokyo e sepolta nel Cimitero Tama, nel sobborgo Fuchū della capitale.

## Onorificenze
Dati tratti da: e